# Валигура, Иван Трофимович
Иван Трофимович Валигура (1911—1973) — советский шахтёр, забойщик шахты № 1/2 «Красный Октябрь» треста «Орджоникидзеуголь» (Енакиево), один из организаторов коллективного стахановского труда в забое. Герой Социалистического Труда.

## Биография
Родился в 1911 году в селе Карасиха в семье крестьянина-бедняка.
С 1929 года работал на шахте в Донбассе. С началом Великой Отечественной войны — в рядах Красной армии. В 1945 году вернулся на шахту «Красный Октябрь».
В 1948 году предложил и внедрил в забое участка № 4 бригадный метод угледобычи. Валигура втрое уменьшил число уступов, увеличив их длину до 40 метров. Это выровняло лаву, сократило количество нарезаемых кутков, облегчило подачу крепежных материалов. При такой организации труда все члены бригады попеременно вырубали уголь и крепили забой. Резко повысилась производительность труда каждого забойщика (с 154,5 тонн в январе до 330 тонн в мае), вдвое сократилось число рабочих, снизилась себестоимость угля.
Совершенствуя организацию труда и технологию добычи, бригада Валигуры в марте 1948 выдала на-гора 913 тонн угля, а 9 мая 1948 — 957 тонн (около 1360 % сменной нормы).
Депутат Верховного Совета СССР 3-го созыва (1950). Член ВКП(б) с 1942 года.
Умер в 1973 году в Енакиево.

## Награды
- Медаль «Серп и Молот»;
- Орден Ленина;
- Орден Отечественной Войны 1-й степени;
- Орден Красной Звезды;
- медаль «За боевые заслуги»;
- Почётный гражданин города Енакиево.